# Denis Laktionov
Denis Vladimirovich Laktionov - em russo, Дени́с Влади́мирович Лактио́нов (Krasnozërskoye, 4 de setembro de 1977) é um ex-futebolista russo.

## Carreira em clubes
Revelado pelo Sakhalin Kholmsk, onde se profissionalizou em 1994, Laktionov teve destaque no futebol da Coreia do Sul, atuando por Suwon Bluewings e, principalmente, Seongnam Ilhwa Chunma, onde jogou 161 partidas e marcou 42 gols. Durante sua passagem pelos Magpies, obteve a cidadania sul-coreana e adotou o nome Lee Seong-nam. Jogou também no Busan I'Park por empréstimo antes de voltar ao Suwon em 2006.
Em 2008, após o término de seu contrato, voltou ao futebol russo, desta vez para defender o Sibir Novosibirsk durante 2 temporadas. Ficou sem clube em 2010, assinando com o Tom Tomsk no ano seguinte, como auxiliar-técnico. Disputou apenas um jogo pelo clube siberiano, contra o Spartak Nalchik. Em 2012, trabalhou como assistente no Sibir antes de voltar a atuar profissionalmente, desta vez pelo Gangwon FC. Foram 11 jogos e um gol marcado antes da aposentadoria definitiva, em 2013.

## Seleção Russa
Laktionov foi convocado pela primeira vez para a Seleção Russa em maio de 2002, disputando um amistoso contra a Bielorrússia. No entanto, o técnico Oleg Romantsev não convocou o jogador para a Copa disputada em conjunto por Japão e Coreia do Sul, em virtude da propensão do meia-atacante a lesões.
Com a saída de Romantsev após o mau desempenho russo na competição, disputaria mais um jogo, agora contra a Suécia.

## Links
- Denis Laktionov em National-Football-Teams.com